# Bisdom Bomadi
Het bisdom Bomadi (Latijn: Dioecesis Bomadiensis) is een rooms-katholiek bisdom met als zetel de plaats Bomadi in Nigeria. Het bisdom is suffragaan aan het aartsbisdom Benin City. Hoofdkerk is de Our Lady of the Waters Cathedral in Bomadi.

## Geschiedenis
Het bisdom werd opgericht op 17 maart 1991, uit de bisdommen Port Harcourt en Warri, als de missio sui iuris Bomadi. Op 15 december 1996 werd het verheven tot apostolisch vicariaat, en op 21 september 2017 tot bisdom. 

## Parochies
In 2018 telde het bisdom 25 parochies. Het bisdom had in 2018 een oppervlakte van 13.140 km2 en telde 3.207.962 inwoners waarvan 1,2% rooms-katholiek was. Het bisdom omvat de staat Bayelsa en delen van de staten Rivers en Delta.

## Bisschoppen
- Thomas Vincent Greenan (17 maart 1991 - 15 december 1996)
- Joseph Oforishe Egerega (3 maart 1997 - 4 april 2009)
- Hyacinth Oroko Egbebo (4 april 2009 - heden; hulpbisschop sinds 23 november 2007)

Benin City (aartsbisdom) · Auchi · Bomadi · Issele-Uku · Uromi · Warri